# Мельбурнский монетный двор
Мельбурнский монетный двор (англ. Melbourne Mint) — австралийское предприятие, открытие которого состоялось в городе Мельбурн 12 июня 1872 года в качестве филиала британского Королевского монетного двора. До 1916 года на нём чеканились только золотые монеты (соверены и полусоверены), а с 1927 по 1967 год — австралийские монеты всех номиналов.
Бывший Монетный двор расположен на углу улиц Уильям-стрит и Латроуб-стрит (280—318 по улице Уильям-стрит и 387—429 Латроуб-стрит). Здание имеет большую архитектурную и историческую ценность, как одно из самых впечатляющих правительственных зданий XIX века в штате Виктория, и одно из немногих австралийских зданий в стиле «неоренессанс». В настоящее время здесь расположен Греческий музей.
Здание Монетного двора было построено между 1869 и 1872 годами по проекту архитектора Джона Кларка, который также разработал проект старого здания Казначейства в Мельбурне..